# 아흐마드 알살레
아흐마드 알살레(아랍어: أحمد الصالح, 1990년 5월 20일 ~ )는 시리아의 축구 선수로 포지션은 수비수이며 과거 시리아 축구 국가대표팀의 주장으로 활동하기도 했다.

## 클럽 경력
2008년 알자이시 SC에서 데뷔한 이후 자국 리그인 시리아 프리미어리그를 비롯해 쿠웨이트 프리미어리그, 바레인 프리미어리그, 중국 슈퍼리그, 이라크 스타스 리그, 레바논 프리미어리그 등의 해외 리그에서도 활동했고 특히 2013-14 시즌부터 2014-15 시즌까지 알아라비 SC 소속으로 개인 커리어 최다 출전수를 기록하며 2013-14 시즌 쿠웨이트 크라운 프린스컵 준우승, 2013-14 시즌 쿠웨이트 페더레이션컵 우승, 2014-15 시즌 리그 준우승, 2014-15 시즌 쿠웨이트 크라운 프린스컵 우승 등에 기여했으며 2018-19 시즌에는 레바논 프리미어리그의 알아헤드 FC 소속으로 활동하며 리그 우승, 레바논 FA컵 우승, 2019년 AFC컵 우승의 기쁨을 맛보았다.
그러나 한국 시각 기준 2023년 3월 8일 열린 알와트바 SC와의 2022-23 시즌 시리아 프리미어리그 원정 경기에서 주심의 판정에 불만을 품고 주심을 폭행하고 침까지 뱉은 뒤 레드카드를 받고 퇴장당한 이후에도 주심을 모욕하는 발언까지 서슴지 않았으며 결국 이 경기 직후 시리아 축구 협회로부터 영구 출전 금지라는 중징계를 받은 것은 물론 시리아 스포츠 연맹에서도 영구 제명을 당하며 시리아 스포츠계에서 영원히 퇴출되었다.
그리고 시리아 스포츠계에서 영구 퇴출된지 1달이 지난 같은 해 4월 27일 레바논 프리미어리그의 부르즈 FC 이적을 확정지으며 4년만에 레바논 리그로의 전격 복귀를 알렸다.

## 국가대표팀 경력

### 시리아 청소년 대표팀
시리아 U-17 대표팀의 일원으로 참가한 2007년 FIFA U-17 월드컵 본선에서 조별리그 3경기를 모두 소화하며 시리아 축구 역사상 첫 FIFA 주관 대회 16강 진출에 기여했고 2007년부터 2012년까지는 시리아 U-20 대표팀과 시리아 U-23 대표팀의 일원으로 활동했다.

### 시리아 A대표팀
요르단과의 2008년 WAFF 챔피언십 B조 1차전에서 국제 A매치 데뷔전을 치렀고 이라크와의 2012년 WAFF 챔피언십 결승전에서 A매치 데뷔골을 터뜨리며 시리아 A대표팀 역사상 첫 국제 대회 우승이자 2007년 WAFF U-16 챔피언십 이후 5년만의 WAFF 주관 대회 우승을 이끌었다.
그 후 2022년 국가대표팀 유니폼을 반납할 때까지 A매치 통산 56경기 2골을 기록하며 2018년 FIFA 월드컵 아시아 지역 예선 플레이오프 진출에 기여했으며 2번의 AFC 아시안컵 본선(2011, 2019)에도 출전했다.

## 수상

### 클럽
알아라비 SC
- 쿠웨이트 프리미어리그 : 준우승 (2014-15)
- 쿠웨이트 크라운 프린스컵 : 우승 (2014-15), 준우승 (2013-14)
- 쿠웨이트 페더레이션컵 : 우승 (2013-14)

 알아헤드 FC
- 레바논 프리미어리그 : 우승 (2018-19)
- 레바논 FA컵 : 우승 (2018-19)
- AFC 챔피언스리그 투 : 우승 (2019)

### 국가대표팀
시리아
- WAFF 챔피언십 : 우승 (2012)